# Miðvágur

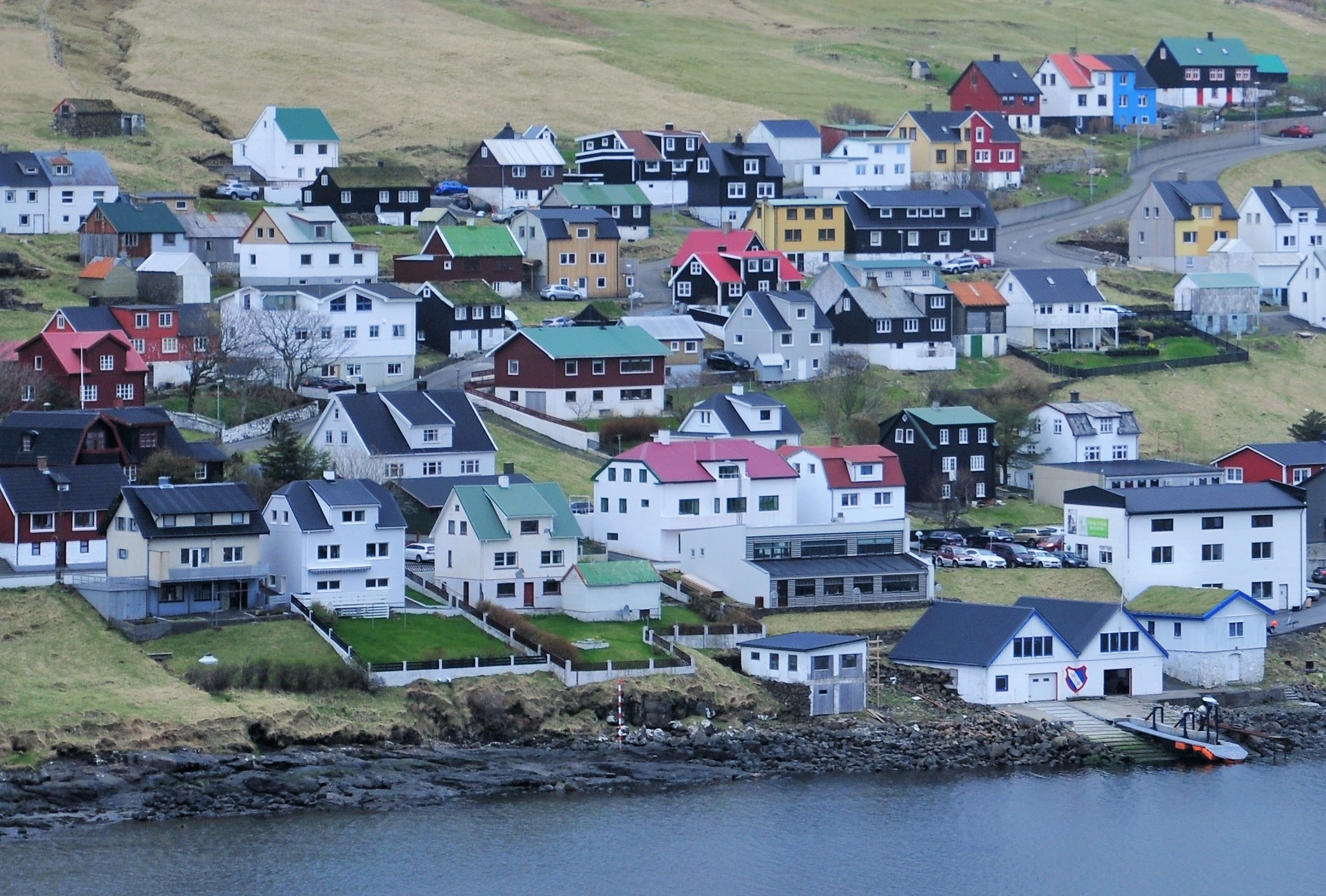
Miðvágur

Miðvágur (dánsky: Midvåg) je vesnice na Faerských ostrovech. Je to největší sídlo na ostrově Vágar, k 1. lednu 2020 zde žilo 1130 obyvatel.

## Kultura
Zřejmě nejzajímavější budova v Miðváguru je Kálvalíð, což je dům, který byl postaven pravděpodobně na konci středověku. Je to jedna z nejstarších budov na Faerských ostrovech, v současnosti je to muzeum.

## Sport
Místní fotbalový tým má název MB (Miðvágs Bóltfelag). Byl založen na začátku roku 1905.